# Train 18

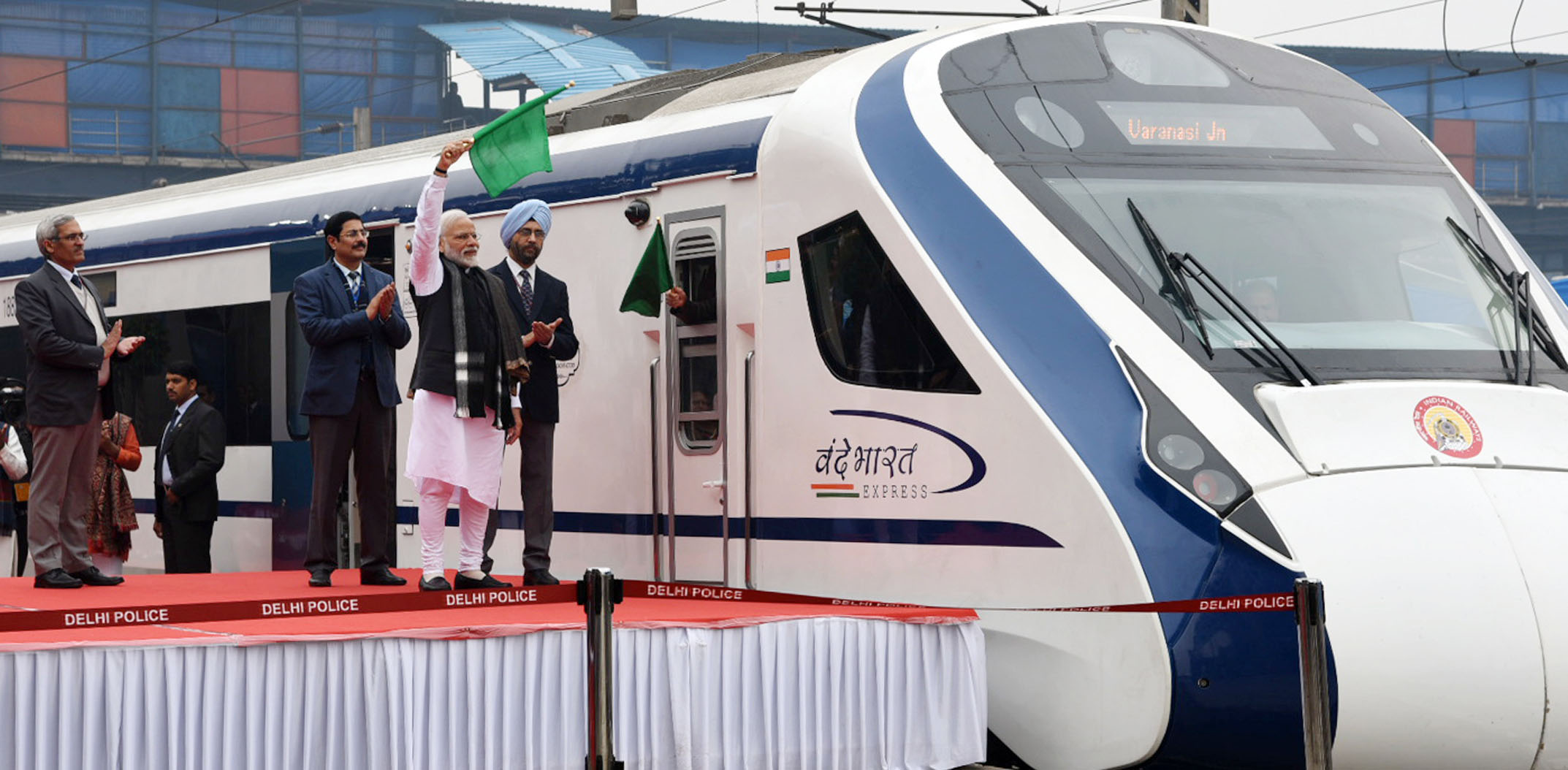
Premier Modri bij de introductie in februari 2019

Train 18, later Vande Bharat Express genoemd, is een Indiaas elektrisch intercitytreinstel.